# W. Allyn Rickett
W. Allyn Rickett (1921. október 26. – Medford, New Jersey, 2020. április 18.) amerikai sinológus, történész, hírszerző.

## Életpályája
Rickett a második világháború végén az Egyesült Államok haditengerészetének hírszerzése tisztjeként vett részt japán hadifoglyok kihallgatásában. 1948-ban Pekingbe utazott feleségével, hogy a kínai nyelvet tanulmányozza, és egyúttal hírszerző tevékenységet folytatott, amit a kínai forradalom győzelme, a Kínai Népköztársaság megalakulása után is folytatott. 
1951-ben feleségével együtt letartóztatták, és négy évet töltöttek (egymástól elkülönítve) a kínai kommunisták börtönében. Fogvatartásuk körülményei viszonylag emberségesek voltak, de részt kellett venniük a kínai börtönökben akkoriban bevezetett kritika-önkritika programokban, „átnevelő” tevékenységben, ami erősen emlékeztette őket az Amerikában oly divatos csoportterápiára.
Tapasztalataikról 1957-ben könyvet adtak ki Prisoners of Liberation címmel, amit számos nyelvre, köztük magyarra is lefordítottak Kémek voltunk Kínában címen. 1957–1987 között a könyv angol verziója 21 kiadást ért meg.
Hazatérésük után igyekeztek árnyalt képet festeni a kínai helyzetről és fogvatartásukról, ezért sok problémával szembesültek a korabeli Amerikában. Rickett később jelentős akadémiai karriert futott be Kína történelmével foglalkozva.